# HD 125019
HD 125019，又名BD+53 1699，SAO 29059、HR 5345，是一颗恒星，视星等为6.58，位于銀經97，銀緯60.16，其B1900.0坐标为赤經14h 11m 46.6s，赤緯+53° 60.16′ 3″。